# الرحاب (وادي الفرع)
الرحاب قرية سعودية، من قرى وادي الفرع في منطقة المدينة المنورة. تقع في جنوب المدينة المنورة، وتبعد عنها قرابة 145 كم.